# Дегенерична уметност
Дегенерична уметност је идеолошки обојена ознака хитлеровске нацистичке власти за уметничке изразе и предмете који су били у супротности са њеним политичким, социјалним и антисемитским стремљенима. Дегенерична уметност била је приказивана као непријатељска те се свим расположивим средствима клеветала, ометала и гушила. Корени такве политичке идеологије уметности потичу из 19. века када је владајућа класа имала одређена очекивања од уметности која је сматрала општеважећим. Око 1930. Немачка националсоцијалистичка радничка партија форсирала је дискусију о дегенеричној уметности тако што је између осталог довела у везу термине црначка уметност и јеврејски уметнички бољшевизам. У мере које су припадници ове политичке странке предузимали убрајају се репресије, отпуштања, забрана рада, па чак и одвођење у концентрационе логоре а дела ових уметника продавана су у иностранству или су спаљивана. Врхунац ових репресија постигнут је отварањем путујуће изложбе 1937. у Минхену под називом Дегенерична уметност на којој су бројна авангардна дела излагана у компромитујућој форми не би ли се на тај начин публика уверила у наводно кварне и болесне тенденције ове уметности. Један број уметника је под притиском одлучио да емигрира. Они и њихова дела су након 1945. рехабилитовани.

## Изложба Дегенерична уметност
Изложба је одржана 1937. у Минхену. Излагано је око 650 заплењених дела. Уметници чија су дела излагали били су: Ернст Лудвиг Кирхнер, Емил Нолде, Георг Грос, Едвард Мунк, Франц Марк, Василиј Кандински, Паул Кле, Марк Шагал, Ото Дикс, Алексеј фон Јавленски, Карл Шмит Ротлуф итд. Изложба је прелазила и у друге немачке градове. Била је врло успешна (више од 4 000 000 људи је посетило изложбу). Осим заплењених дела била су тамо и слике схизофреничара из луднице и фотографије физички поремећених људи. Велики део експоната је био уништен па се изложба не може у потпуности реконструисати.